# Glazebury
Glazebury – wieś w Anglii, w hrabstwie Cheshire, w dystrykcie (unitary authority) Warrington. Leży 11,5 km od miasta Warrington, 40,8 km od miasta Chester i 272,1 km od Londynu. W 2015 miejscowość liczyła 1002 mieszkańców.